# Nyakabuye (vattendrag)
Nyakabuye är ett vattendrag i Burundi.   Det ligger i provinsen Makamba, i den södra delen av landet, 100 km söder om huvudstaden Bujumbura.
Omgivningarna runt Nyakabuye är en mosaik av jordbruksmark och naturlig växtlighet. Runt Nyakabuye är det ganska tätbefolkat, med 214 invånare per kvadratkilometer.